# Podochileae
Podochileae es una tribu de la subfamilia Epidendroideae perteneciente a la familia Orchidaceae.

## Subtribus y géneros
- Subtribu: Eriinae Benth.
  - Appendicula Blume - 131 especies
  - Ascidieria Seidenf. - 2 especies
  - Bryobium Lindl. - 7 especies
  - Callostylis Blume - 52 especies
  - Campanulorchis Brieger - 3 especies
  - Ceratostylis Blume - 145 especies
  - Chilopogon Schltr. - 2 especies
  - Conchidium Griff. - 8 especies
  - Cryptochilus Wall. - 7 especies
  - Cyphochilus Schltr. - 8 especies
  - Dilochiopsis (Hook.f.) Brieger - 1 especie
  - Epiblastus Schltr. - 22 especies
  - Eria Lindl.
  - Mediocalcar J.J.Sm.
  - Mycaranthes Blume
  - Notheria P.O'Byrne & J.J.Verm.
  - Oxystophyllum Blume
  - Pinalia Buch.-Ham. ex D.Don
  - Poaephyllum Ridl.
  - Podochilus Blume
  - Porpax Lindl.
  - Sarcostoma Blume
  - Stolzia Schltr.
  - Trichotosia Blume

- Subtribu: Thelasiinae Pfitzer
  - Octarrhena Thwaites
  - Phreatia Lindl.
  - Ridleyella Schltr.
  - Thelasis Blume